# وتیلی
وتیلی (به لاتین: Vatili) یک منطقهٔ مسکونی در قبرس است که در جمهوری ترک قبرس شمالی واقع شده‌است.

## خصوصیات
وتیلی ۲٬۱۲۹ نفر جمعیت دارد.